# Yū Fujiwara
Pour les articles homonymes, voir Fujiwara (homonymie).
Yū Fujiwara (藤原 雄, Fujiwara Yū)
, né le 10 juin 1932 à Honami à Bizen dans la préfecture d'Okayama - mort le 29 octobre 2001, est un potier et céramiste japonais. Il est désigné Trésor national vivant du Japon en 1996 dans la catégorie « fabrication de céramique ».
Yū Fujiwara est le fils ainé du maître céramiste Kei Fujiwara. Bien que sa vue est considérablement réduite, il s'enthousiasme d'abord, comme son père auparavant, pour la littérature et la musique. À partir de 1951 il étudie la littérature japonaise à l'université Meiji. Ses études terminées, il trouve un emploi chez la maison d'édition Misuzu Shōbō mais démissionne la même année et rentre chez lui pour prendre soin de son père. Il se forme ensuite à l'art de la poterie auprès de son père, lui-même désigné Trésor national vivant, et en particulier la tradition de la céramique de Bizen. Il se marie en 1957 et son fils ainé - Kazu - naît un an plus tard. En 1961, il devient membre à part entière de la « Société japonaise d'artisanat ».
Sa première exposition à l'étranger a lieu en 1964 au « musée américain de l'art de la céramique » et à Pointe-Claire au Canada. Par la suite, il donne des conférences sur la poterie de Bizen en Amérique, au Canada, au Mexique et en Espagne. En 1965, il est conférencier invité au Dartmouth College avec le graveur sur bois Shikō Munakata. En 1985, Yū Fujiwara est décoré de la médaille au ruban bleu foncé. En 1988, il est le premier artiste japonais à exposer son travail au musée national d'art contemporain en Corée du Sud.
Comme son père avant lui, Yū Fujiwara est désigné Trésor national vivant du Japon le 10 mai 1996 en reconnaissance de son travail relatif à la céramique de Bizen. Il meurt en 2001 à l'âge de 69 ans d'un syndrome de défaillance multiviscérale.

## Source de la traduction
- (de) Cet article est partiellement ou en totalité issu de l’article de Wikipédia en allemand intitulé « Yū Fujiwara » (voir la liste des auteurs).